# Valentin Gallmetzer
Valentin Gallmetzer (Obereggen, 9 febbraio 1870 – Chiusa, 16 gennaio 1958) è stato uno scultore italiano.

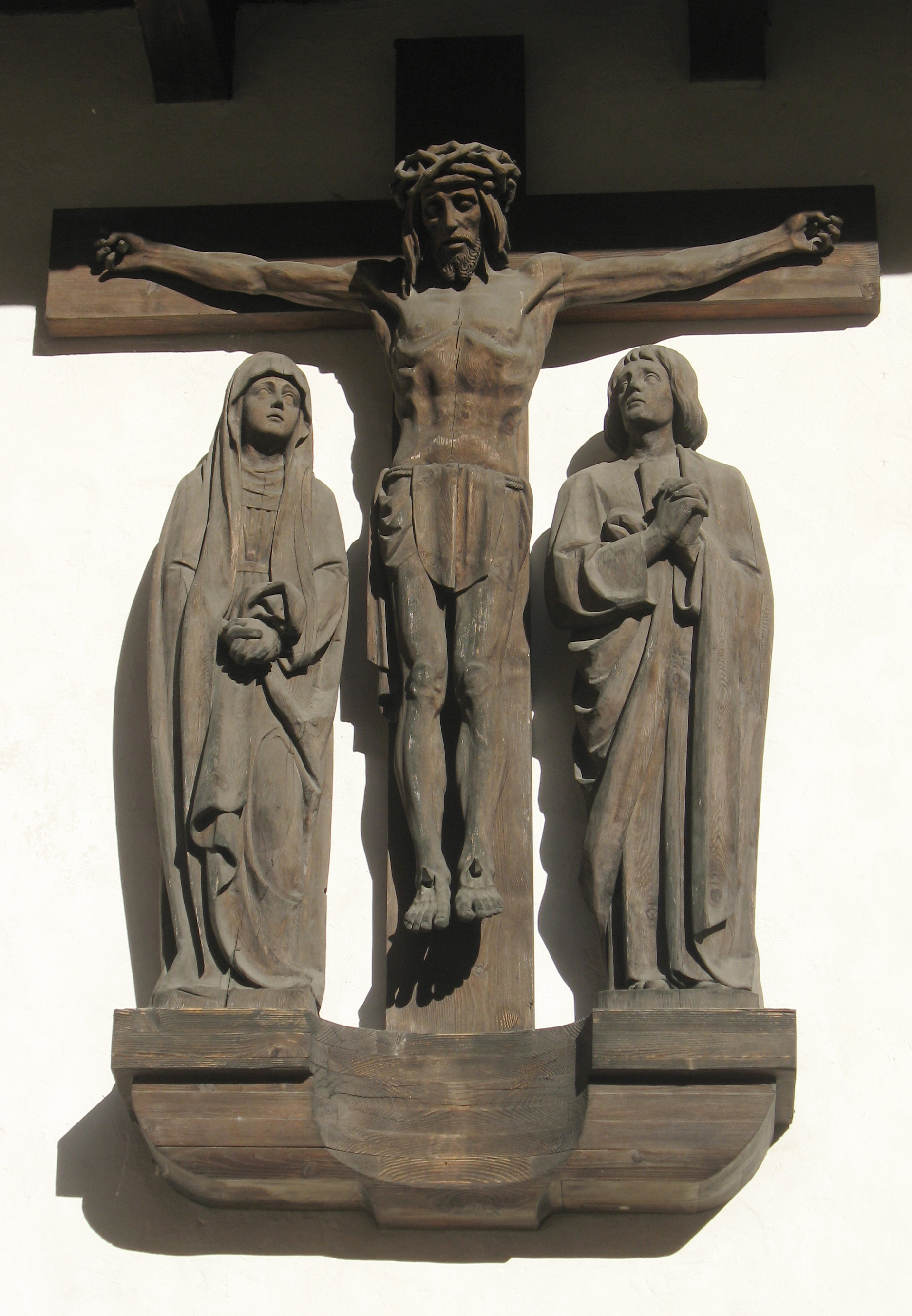
Valentin Gallmetzer, Crocifissione, 1914, Chiesa parrocchiale di Ponte Gardena

Valentin Gallmetzer è stato uno scultore tirolese, discepolo di Franz Tavella e autore di numerosi opere di arte sacra.
Nel 2008 è stato pubblicato un libro da Athesia che raccoglie la sua biografia e le sue opere.

## Alcune opere
- 1908: Altare del Cuore di Gesù. Bolzano, Abbazia di Muri-Gries.
- 1910: Statue di Santa Maria e San Giovanni. Marlengo, Pfarrkirche.
- 1917: Statua di San Martino. Nova Ponente.